# Токарев, Вячеслав Васильевич
Токарев, Вячеслав Васильевич (26 июля 1917 — 22 апреля 2001) — украинский советский живописец, график, педагог, Народный художник УССР (1977), Заслуженный деятель искусств УССР (1967), Член Союза художников СССР, член НСХУ.

## Биография и творчество
Вячеслав Токарев родился 26 июля 1917 года в городе Богородицке Тульской губернии Российской империи. С 1934 по 1938 гг. учился в Рязанском художественном училище у Я. Я. Калиниченко. В 1939 году поступил в Ленинградский институт живописи, скульптуры и архитектуры Всероссийской академии художеств на факультет живописи. Большое влияние оказал на формирование художника профессор Осмёркин, Александр Александрович, в мастерской которого он обучался. Занятия Токарева прервала Великая Отечественная война. В 1941 стал стрелком 576 стрелковой дивизии Ленинградского фронта. В 1943 году в связи с ранением был демобилизован и вернулся к учёбе в институте, который окончил в 1948 по мастерской профессора Авилова с присвоением квалификации художника живописи. Дипломная работа — картина «Ковпак». В этом же году был принят в члены ЛОСХа. В 1949 году переехал из Ленинграда в Рязань, потом в Одессу, где поступает на должность преподавателя живописи в Одесском художественном училище имени М. Грекова. В этом же году состоялась в Одессе его первая персональная выставка. В 1952 году был принят в члены СХ СССР.
Первые большие, созданные после института полотна, относятся к концу 1950-х — началу 1960-х годов. Это — «На открытии колхозной ГЭС» (1957), «Доярки» (1960), «Новая школа» (1963—1965).
Известность принесли художнику станковые картины на темы Октябрьской революции и Гражданской войны — «Комиссар» (1965—1967), «Тачанка» (1969—1970), «Октябрь на рабочей окраине»(1970—1971). Ему, рожденному в 1917 году, суждено было пройти через все главные испытания века. Он воспринимал историю как личное, глубоко пережитое.
В 1967 Вячеславу Токареву было присвоено звание Заслуженного деятеля искусств УССР. Он был избран членом республиканского правления СХ УССР.
В 1975—1977 прошли персональные выставки в Москве, Одессе, Киеве, Ленинграде и Варшаве.
В 1977 г. присвоено звание Народного художника Украинской ССР.
В 1989—1991 г. появляется триптих «Слово и дело» («Слово», «Октябрь» и «Дело»). Художественный поиск образа эпохи в творчестве Токарева находит отражение и в жанре портрета. Он пишет портреты народного художника СССР М.Божия, молодого режиссёра В. Дворцовой, скульптора Джеферова, художника Э.Арефьева и т. д. В.Токарев — мастер тонкой градации цвета, неожиданных цветовых сочетаний и сопоставлений, проявил себя также в жанре пейзажа и натюрморта.
Картины Вячеслава Токарева находятся в Национальном художественном музее Украины в Киеве, Музее современного искусства Украины в Киеве, Одесском художественном музее, Львовской картинной галерее, Сумском художественном музее, Запорожской картинной галерее, Севастопольском художественном музее имени М. П. Крошицкого, Тернопольском краеведческом музее, Воронцовском дворце-музее в Алупке, Одесском литературном музее, Очаковском музее им. Р. Судковского, а также в музеях в России и Молдове.
Скончался 22 апреля 2001 года в Одессе.

## Награды и звания
- орден Отечественной войны II степени (11.03.1985)
- орден «Знак Почёта» (24.11.1960)
- Юбилейная медаль «За доблестный труд. В ознаменование 100-летия со дня рождения Владимира Ильича Ленина» (1970)
- Народный художник Украинской ССР (1977)
- Заслуженный деятель искусств УССР (1967)

## Память
На доме в Одессе, где с 1958 года по 2001 год жил Вячеслав Токарев, установлена мемориальная доска.